# Luise Ahlborn

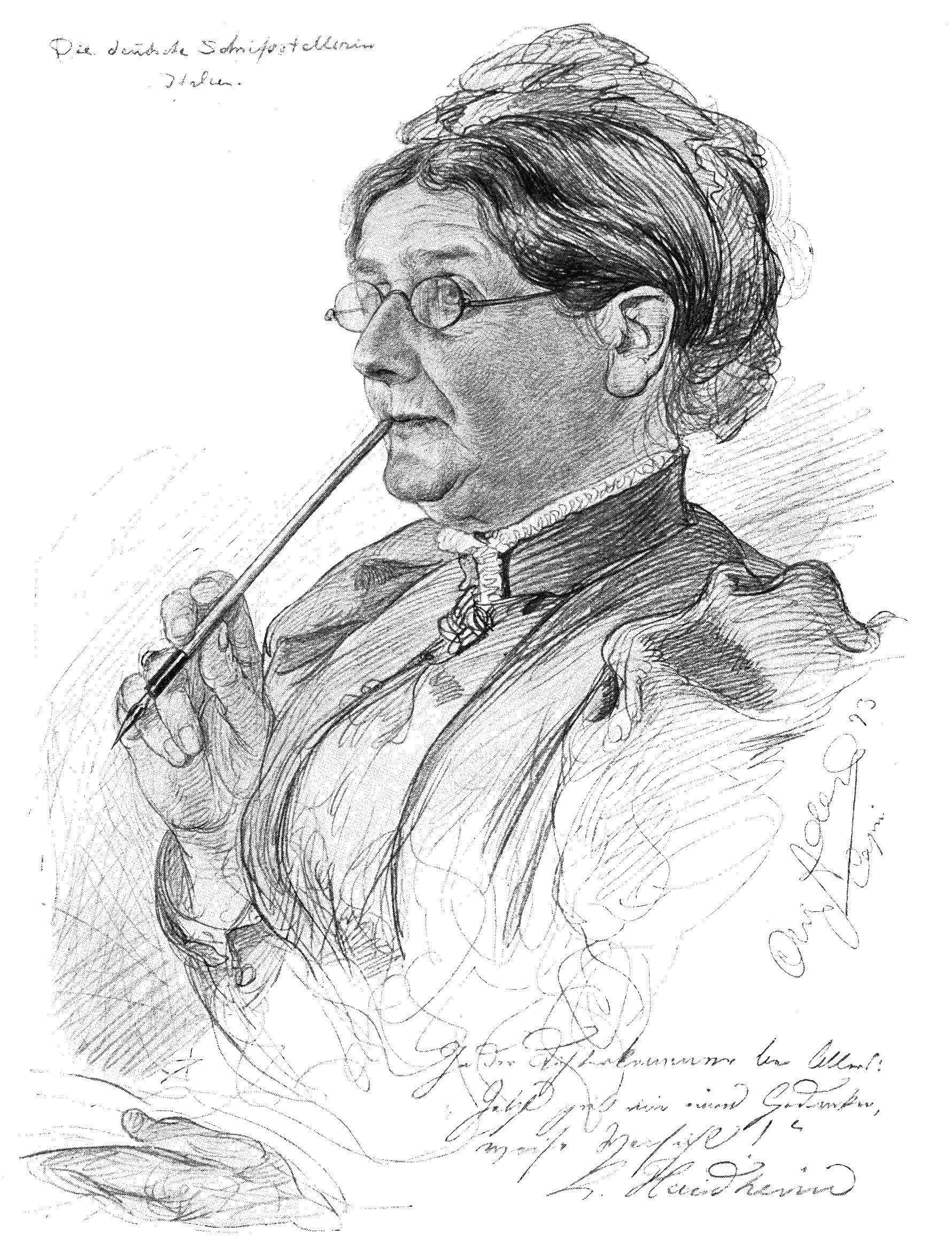
Luise Ahlborn 1893, gezeichnet von C.W. Allers

Luise Ahlborn, geborene Jaeger (* 14. Mai 1834 in Jemgum, Ostfriesland; † 30. Juli 1921 in Hildesheim), war eine deutsche Schriftstellerin. Sie veröffentlichte auch unter dem Pseudonym Luise Haidheim.

## Leben
Ahlborn wurde als älteste Tochter des hannoverschen Justizbeamten E. Jaeger geboren. Sie erhielt Unterricht von Hauslehrern, schloss die Schule jedoch in Göttingen ab, wo sie zeitweise bei ihren Großeltern lebte. Sie heiratete 1855 den Gutspächter Ahlborn und lebte von da an auf dem Leihbesitz in Ehrenburg im Kreis Diepholz. Ihr Mann verstarb 1873. Erst nach seinem Tod begann Luise Ahlborn zu schreiben. Sie veröffentlichte vor allem Romane, die meist historischen Inhalt hatten. Ihr Werk Schloß Favorite erschien 1906 in der dritten Auflage. Ahlborn zog nach dem Tod ihres Ehemanns zuerst nach Osnabrück und im Jahr 1881 nach Hannover. Von 1895 bis 1902 lebte sie in Bad Harzburg, kehrte jedoch anschließend nach Hannover zurück. Im Jahr 1910 zog sie zu ihrer Tochter Marie Remmers nach Hildesheim, wo sie 1921 verstarb.

## Werke
- Im Geist und in der Wahrheit. Roman, 3 Theile. Rümpler, Hannover 1873–1876.
- Elisabeth von Brandenburg. Historischer Roman. 3 Bände. Janke, Berlin 1878. (Digitalisat Band 1), (Band 2), (Band 3)
- Das schlimme Jahr. Roman aus der Schweizergeschichte. 3 Bände. Janke, Berlin 1880.
- Familie Braunau. Roman, 3 Bände. Janke, Berlin 1883.
- Philipp von Artevelde. Historischer Roman. Janke, Berlin 1883.
- Im tiefen Forst. Roman. 3 Bände. Kiepert & von Bolschwing, Freiburg 1885.
- Schloß Favorite. Historischer Roman aus Rastatt. 3 Bände. Janke, Berlin 1887. (6. Aufl. Brodesser, Baden-Baden 1936.)
- Sich selbst der Nächste. Roman. Janke, Berlin 1888.
- Im Beguinenturm. Roman. Janke, Berlin 1890. (Reprint 1994)
- Prinz Dino Adorno. Roman. Costenoble, Jena 1890.
- Anonym. Roman. Erzählung. Janke, Berlin 1890.
- Gundel von schweiler. Historischer Roman. Costenoble, Jena 1890.
- Ippolito de' Medici. Roman. Costenoble, Jena 1892.
- Unordnungen. Roman. 2 Bände. Janke, Berlin 1894.
- Pflicht und Wunsch. Roman. 1894.
- Johann Duve. Roman aus der Hannover'schen Stadtgeschichte. 2 Bände. Costenoble, Jena 1897.
- Hilf dir selbst! (Roman, 1895)
- Unversöhnlich. Roman. Hillger, Berlin/Eisenach/Leipzig 1899.
- Auf dem Wege zum Erfolg, 1902 als Fortsetzungsroman in der Kölnischen Volkszeitung abgedruckt
- Zwei Herzoginnen. Historischer Roman. 1903.
- Im bösen Schein. Roman. 1905.